# フェアモント・ホテルズ・アンド・リゾーツ
フェアモント・ホテル・アンド・リゾーツ（英語：Fairmont Hotels and Resorts）は、アコーの子会社フェアモント・ラッフルズ・ホテルズ・インターナショナル傘下の高級ホテルチェーン。世界各地に約70のホテルを展開している。

## 歴史
19世紀末から20世紀初頭にカナダ太平洋鉄道がカナダ観光振興の目的から「カナディアン・パシフィック・ホテルズ」（Canadian Pacific Hotels）を設立、シャトー・フロンテナックやバンフ・スプリングス・ホテルなど名門ホテルを建設・運営した。
一方、フェアモント・ホテルは1907年アメリカ・サンフランシスコに開業し、フェアモント・ホテルズとしてニューオーリンズやボストンなどアメリカ国内に7つのホテルを運営していた。
1999年、カナダのカナディアン・パシフィック・ホテルズは、アメリカのフェアモント・ホテルズを買収、グループの名前をフェアモント・ホテルズ・アンド・リゾーツに変えた。買収先のホテルの名称にしたのは、アメリカや国外での国際的なホテル展開のためであった。そしてニューヨークのプラザホテル、ロンドンのサボイ・ホテル、上海の和平飯店などを次々に買収して傘下におさめた。
2006年1月、フェアモント・ホテルズ・アンド・リゾーツは、サウジアラビアのアル・ワリード王子の所有するキングダム・ホールディング・カンパニーとアメリカ・ロサンゼルスの投資会社コロニー・キャピタルが作った「キングダム・ホテルズ・インターナショナル」によって買収されその傘下に入った。同年5月には、また同社はシンガポールに本部を置く「ラッフルズ・インターナショナル」も買収。「キングダム・ホテルズ・インターナショナル」は「フェアモント・ラッフルズ・ホテルズ・インターナショナル（Fairmont Raffles Hotels International、FRHI）」に改名した。
2010年4月にキングダム・ホールディング・カンパニーはFRHIの40%の株式をボイジャー・パートナーズ社（Voyager Partners）とカタールの投資公社QDホテル&プロパティー社（QDHP）に売却、QDHP社が筆頭株主となった。
持株会社はいくつか変更しているが、現在もフェアモント・ホテルズ・アンド・リゾーツはその名のままで運営されている。

## 主なホテル
- カナダ
  - ロイヤルヨークホテル（トロント）
  - シャトー・ローリエ（オタワ）
  - シャトー・フロンテナック（ケベック・シティ）
  - エンプレスホテル（ビクトリア）
  - バンフ・スプリングス・ホテル（バンフ）

- アメリカ合衆国
  - フェアモント・サンフランシスコ
  - フェアモント・オーキッド・ホテル（ハワイ島）
  - プラザホテル（ニューヨーク）

- イギリス
  - サボイ・ホテル（ロンドン）

- 中国
  - 和平飯店（上海）